# Río Lasifashaj
Río Lasifashaj är ett vattendrag i Argentina.   Det ligger i provinsen Eldslandet, i den södra delen av landet, 2 400 km söder om huvudstaden Buenos Aires.
Trakten runt Río Lasifashaj är nära nog obefolkad, med mindre än två invånare per kvadratkilometer.